# Cynorta triangulata
Cynorta triangulata is een hooiwagen uit de familie Cosmetidae. De wetenschappelijke naam van de soort is voor het eerst geldig gepubliceerd in 1942 door Goodnight & Goodnight.